# Senad Jarović
Senad Jarović (Langenfeld, 20 gennaio 1998) è un calciatore tedesco naturalizzato bosniaco, attaccante del Gjilani.

## Caratteristiche tecniche
È un centravanti.

## Carriera
Cresciuto nel settore giovanile del Domžale, ha esordito in prima squadra il 28 febbraio 2016 disputando l'incontro del campionato sloveno perso 3-1 contro il Krka.

## Palmarès

### Club

#### Competizioni nazionali
- Coppa di Slovenia: 1

Domžale: 2016-2017
- Coppa di Slovacchia: 1

Spartak Trnava: 2018-2019